# 何集办事处
何集办事处，是中华人民共和国湖北省荆门市京山市下辖的一个乡级行政区，隶属于屈家岭管理区。

## 行政区划
何集办事处下辖以下地区：
何集社区、王台村、张台村、下洋村、曾畈村、西湖村、刘台村、熊桥村和牙谷山村。